# 炭化
炭化（たんか）とは、炭素化合物を主成分とする素材（木材など）の化学分解・反応の一種。反応により、炭素原子のみが固体として安定的に残り、炭素以外の原子は各種の気体分子となり離脱する。
これが起きる条件は、酸素の供給不足状態下の化学分解反応（加熱による燃焼など）である。素材中の分子の炭素原子は、酸素不足では二酸化炭素（気体）となる反応は進まず、それのみが固体として残る。これに対し分解により生じた揮発性成分など（炭素原子以外を多く含む）は気体として離脱し、周囲の酸素とも優先的に反応し燃焼するので離脱が速まる。
常温常圧下でも徐々に炭化が進む。木材の表面などでも生じ（光を受けると進行が速い）、地中では泥炭、褐炭などがある。保存もしくは地中に埋まった乾燥穀物なども徐々に炭化が進んだ結果、形が残ることがあり、人の活動の痕跡の考古学的資料となる。
炭（すみ）を製造、生成する際に用いられる。
木炭は木材の炭化によって得られる。
石炭は古代の植物（完全分解する菌類が石炭紀末に出現する以前）が土中に埋もれ酸素が遮断された状態で地熱によって加熱された事で炭化したものとされる。
植物組織だけでなく人体を含めた動物組織も炭素化合物を多く含むため、重度の火傷では炭化する。
人間は食物とする動植物を焼いて調理するが、炭化するまで「焦がす」と栄養分が消失して、食物としての価値がなくなってしまう。そのため人間は焦げすぎた部分に苦味を感じて食さない。魚肉の焦げに発癌物質が含まれているという報道で魚介類の売上が落ちた事がある。しかし実際には日常生活で摂取する分には問題ない量である。